# Vernieuwd secundair onderwijs
Het vernieuwd secundair onderwijs of vso werd in Vlaanderen ingevoerd op 1 september 1970. De vernieuwing was een beetje geïnspireerd op de Nederlandse Mammoetwet. Vooral op ideologische gronden wilde men de leerlingen "gelijkschakelen" bij het begin van het secundair onderwijs. De voornaamste vernieuwingen waren toen:
- De omvorming van drie jaar lagere cyclus + drie jaar hogere cyclus naar drie graden van twee jaar: observatiegraad (1+2), oriëntatiegraad (3+4) en determinatiegraad (5+6).
- Tijdens de observatiegraad werd nog geen opdeling gemaakt tussen algemeen vormende en meer praktische studierichting, dus uitstel van de studiekeuze.
- het uitbreiden van de keuzemogelijkheden (vakkencombinaties) in de derde graad.
- docimologie: de beoordeling van de leerlingen werd niet meer uitsluitend op examens ("kennis") gebaseerd, maar permanente evaluatie, groeps- en peerevaluatie en beoordeling van de leerhouding of attitude deden hun intrede.

Scholen die overstapten op VSO kregen een verhoging van hun financiering met 30%. Niettemin wees het grootste deel van het vrij gesubsidieerd onderwijs dat af. 
Van bij de invoering stuitte de hervorming op grote weerstand. Het vso en het traditioneel onderwijs bleven jaren naast elkaar bestaan met verhitte discussies tussen voor- en tegenstanders. Uiteindelijk werd in 1988 besloten tot een "eenheidsstructuur" waar de scholen op moesten overstappen. Deze "eenheidsstructuur" behield vormelijk de kenmerken van het vso maar greep inhoudelijk terug naar de periode voor de invoering van het vso. In de praktijk blijft er van de hervorming niet veel meer over, deels omdat ze te duur was, deels omdat de ideologie nogal utopisch was.